# Прапор Іраку
Прапор Іраку (араб. علم العراق) — офіційний державний символ Республіки Ірак. Це прямокутне полотнище з трьох рівновеликих горизонтальних смуг: верхньої — червоної, середньої — білої й нижньої — чорної. На середній смузі зеленим кольором написано «Бог великий» (Аллах акбар). Відношення ширини прапора до його довжини 2:3.

## Історія прапора

### 1921—1959

Прапор Іраку в 1921—1924 рр.

Прапор Іраку в 1924—1959 рр.

У 1920 році мандатом Ліги Націй була створена Держава Ірак, перетворена в 1921 році в королівство (Кувейт, раніше входить до вілайєт Басра, англійці залишили за собою як нафтоносної колонії). З 1920 по 1924 прапор Іраку нагадував сучасний прапор Йорданії: 3 горизонтальні смуги (чорна, біла і зелена) і червоний трикутник біля древка. З 1924 по 1958 прапор трохи змінився: у червоного трикутника зрізали вершину, перетворивши на трапецію і прикрасивши двома білими семикінцевими зірками.

### 1959—1963

Прапор Іраку в 1959—1963 рр.

14 червня 1958 в результаті кривавого військового перевороту монархія була скинута, король убитий і проголошена республіка. За нового лідера держави Абдул Керім Касем іракський уряд ухвалив Закон 102 від 1959 року про прапор. Новий прапор мав вигляд полотнища з 3 вертикальних смуг чорного, білого і зеленого кольорів. У центрі, на білій смузі була поміщена червоно-жовта восьмиконечна зірка у вигляді сонця. Чорний і зелений кольори представляють панарабізм, жовте сонце символізує курдська меншина, в той час, як червона зірка символізує ассирійську меншість.

### 1963—1991

Прапор Іраку в 1963—1991 рр.

У лютому 1963 відбувся військовий переворот прихильників націоналістів і партії Баас. Прапор знову зазнав змін, отримавши майже такий вигляд, як сьогодні. Перший варіант баасистського прапора Іраку мав вигляд горизонтального прямокутного полотнища з трьох рівновеликих горизонтальних смуг — червоної, білої та чорної. У центрі білої смуги розміщувалися три зелені зірки, що символізують гасла партії «Баас»: єдність, свободу і соціалізм.

### 1991—2004

Прапор Іраку в 1991—2004

Державний прапор Іраку при режимі Саддама Хуссейна мав вигляд горизонтального прямокутного полотнища з трьох рівновеликих горизонтальних смуг — червоної, білої та чорної. У центрі білої смуги розміщувалися три зелені зірки та напис арабською мовоюСаддама Хуссейна «Аллах акбар». Червоний колір символізує шаленство боротьби проти ворогів ісламу (за іншою версією червоний колір — символ арабської релігії до прийняття ісламу), білий колір символізує великодушність і шляхетність арабів (єдність і перемогу арабів), а чорна смуга означає велике минуле арабів (траур за загиблими героями). Зелений колір-символ ісламу. Три зірки на прапорі збереглися в пам'ять про існування троїстої федерації між Єгиптом, Сирією та Іраком.

### 2004—2008

Пропонувався прапор, так і не прийнятий

Прапор Іраку у 2004—2008 рр.

У 2004 році Тимчасовий уряд Іраку хотів прийняти новий прапор країни — біле полотнище з блакитним півмісяцем і трьома рівновеликими смугами в нижній частині полотнища (синьої, жовтої та синьої). Півмісяць — символ ісламу, сині смуги символізують річки Тигр і Євфрат, а жовта смуга — символізує Курдистан. Прапор не отримав підтримки населення Іраку через подібність із прапором Ізраїлю. У результаті залишився старий прапор, але з одним винятком. Слова «Аллах Акбар» з письмового варіанту були перероблені на друкований варіант.

### 2008-теперішній час

Прапор Іраку з 2008 року

22 січня парламент Іраку більшістю голосів відмовився від старого державного прапора. За законопроєкт проголосували 110 зі 165 депутатів. З прапора були видалені три зелені п'ятипроменеві зірки. Вони символізували три основні мети очолюваної Саддамом Хусейном партії БААС. Також була змінена графіка написання девізу «Аллах Акбар». На скасуванні теперішнього прапора особливо наполягали іракські курди. Їх представники навіть висунули погрозу, що будуть бойкотувати на майбутній панарабській конференції, яка повинна відбутися в іракському Курдистані у лютому 2008 року. Крім того, курдське населення Іраку наполягло на тому, щоб серед кольорів державного прапора обов'язково фігурував жовтий, який присутній на прапорі іракського Курдистану.
5 лютого 2008 новий прапор був вперше піднятий над державними установами країни.

## Кольори
Дійсний для прапорів Іраку з 1963 року по теперішній час
|      | Червоний   | Білий       | Зелений    | Чорний    |
| ---- | ---------- | ----------- | ---------- | --------- |
| RGB  | 205/17/37  | 255/255/255 | 1/123/61   | 0/0/0     |
| HEX  | #cd1125    | #ffffff     | #017b3d    | #000000   |
| CMYK | 0/92/82/20 | 0/0/0/0     | 99/0/50/52 | 0/0/0/100 |

## Конструкція прапора
|                     |
| Конструкція прапора |